# Rymdljus
Rymdljus: en bok om katastrofer och underverk, är en essäsamling av författaren Peter Nilson från 1992, återutgiven av Norstedts förlagsgrupp 2013.
Essäerna hanterar ämnen om universum, vetenskap och behovet av att hantera det oförklarliga, ett avsnitt i essäsamlingen är tillägnat Harry Martinson Aniara . Ett genomgående tema i boken är katastrofer som författaren betraktar i ljuset av kaosteorier. Ett annat område som behandlas i boken är artificiell intelligens. Berättarstilen i boken beskrivs som en essäform som rör sig mellan skönlitterärt berättande och ren sakframställning.
Rymdljus blev, liksom Peter Nilsons föregående bok Stjärnvägar (1991), mycket uppmärksammad vid sin utgivning.

## Innehåll
- I Domedagar
  - Tidens långa dag
  - I väntan på undergången
  - Det brinner på månen
  - Laviner, katastrofer, förintelser
  - Tidens vägar
  - Sfärernas harmoni och sfärernas kaos
- II Rymdljus
  - Att segla med dödens skepp
  - Det stora underverket
  - Den Yttersta Maskinen
  - Livets bibliotek
  - De odödliga
- Postskriptum

## Mottagande
I Dagens Nyheter skrev Ole Hessler uppskattande om Rymdljus och tyckte att det är "en fascinerande och upplysande bok om Livet, Universum och Allting."